# Puszkaricha
Puszkaricha (ros. Пушкариха) – wieś w Rosji, w rejonie wielikoustidzkim obwodu wołogodzkiego. W 2010 r. liczyła 19 mieszkańców.